# Ормізд VI
Ормізд VI (перс. هرمز) — цар царів (шахиншах) Ірану близько 629—632 років.

## Правління
Відомий за монетами, викарбуваними в центральному Ірані, втім історія не зберегла про нього жодних відомостей. Найбільш імовірно, що це — той самий Фаррух Ормізд, спахбад Хорасана, який убив Хосрова III, і, в свою чергу, був убитий Азармедохтом (тобто не був Сасанідом по крові). Проте сучасній нумізматичні дослідження вказують на різні особи.
Можливо, він навіть не був проголошений шахом, а право карбування монет отримав за правління Борандохт за свої заслуги. Разом з тим, його вплив на владу був значним, та, ймовірно, саме він був ключовою персоною у всіх політичних перестановках, що відбувались при дворі після загибелі Шахрвараза. Відомості про впливовість цього правителя зберегла й історична традиція: Феофан Сповідник, який писав у IX столітті, датував події, що відбувались в Ірані після Борандохт, за роками правління «царя Ормізда».